# Kouzelný křišťál
Kouzelný křišťál (v německém originále Bergkristall) je německý dobrodružný dramatický film z roku 2004. Režisér Joseph Vilsmaier jej natočil podle scénáře Klause Richtera jako adaptaci stejnojmenné knižní předlohy Adalberta Stiftera (v češtině Horský křišťál).

## Děj
Rodiče Karin a Paul jedou s dětmi Lisou a Marcem za lyžováním do rakouského horského střediska Gschaidu, ale lavina je ve městě uvězní. Jejich strýc (a místní farář) Ernst, k němuž se uchýlí, jim vypráví příběh zaznamenaný jeho předchůdcem ze sto let staré minulosti:
Příběh se odehrává v chudé horské vesničce jménem Gschaid, odkud pochází švec Sebastian. Ten si namluvil Susanne, dceru barvíře z Millsdorfu, bohaté vesnice z druhé strany horského hřbetu. Když se s ní oženil a založili rodinu v Gschaidu, vesničané jeho ženu nepřijali a později se chovali nepřátelsky i k jejich dětem: Konradovi a Sanně. Ševci odešel tovaryš a založil si vlastní živnost, které vesničané dávají přednost před Sebastianovou. Konflikty se vyhrotí a Susanne se rozhodne odejít zpět do Millsdorfu pečovat o svou nemocnou matku, aby situaci uklidnila. Když se to rozkřikne, zákazníci se Sebastianovi opět jen hrnou.
Konrad při jedné příležitosti připomene Sanně pohádku o kouzelném horském křišťálu, který dokáže usmířit lidi, ovšem za cenu života těch, kteří jej najdou a vyžádají si jej od ducha hory. Děti prozatím chodí přes horský hřbet do Millsdorfu navštěvovat matku. Dědeček by rád viděl, aby Konrad převzal jeho barvířství, ale ten chce raději pokračovat v otcově ševcovském řemesle. Zato našel zalíbení v dceři millsdorfského sedláka, o tom ale její rodiče ani Sebastian nechtějí ani slyšet.  
Během zimy museli Konrad a Sanna se svými častými cestami mezi oběma vesnicemi ustat. Na Vánoce ale přišlo náhlé oteplení a děti se přece jen vypravily na Štědrý den za mámou i s vánočním dárkem od táty. Po šťastném uvítání v Millsdorfu se sourozenci dají na zpáteční cestu, ale zima se vrací v plné síle a oni ztratí cestu. Přečkají noc v ledové jeskyni a najdou v ní i horský kříšťál. Oba rodiče se však o ně strachují, matka se na vlastní pěst vypraví za nimi a také otec se starostou Andreasem vyrazí do hor na pátrací výpravu. Potkají se nejprve se Susannou a nakonec společně najdou i obě děti, choulící se ve sněhu. Za nimi v závěsu dorazí i skupiny zachránců z obou vesnic, a zatímco z údolí zazní zvony svolávající ke mši, v horách u nalezených dětí všichni sousedé v pokoře pokleknou ke společné modlitbě a usmíření. 
A tím farář svůj příběh končí, zatímco okny už prosvítá ranní slunce.

## Postavy a obsazení
| Dana Vávrová       | Susanne, dcera barvíře z Millsdorfu                            |
| Daniel Morgenroth  | Sebastian, mladý švec z Gschaidu                               |
| François Goeske    | Konrad, syn Susanne a Sebastiana                               |
| Josefina Vilsmaier | Sanna, dcera Susanne a Sebastiana                              |
| Max Tidof          | farář                                                          |
| Christian Nickel   | Andreas, starosta vesnice, někdejší Sebastianův přítel z mládí |
| Jürgen Schornagel  | barvíř, otec Susanne                                           |
| Thomas Wlaschiha   | Philipp, pastýř                                                |
| Andreas Nickl      | Michl, truhlář                                                 |
| Michael Schönborn  | učitel                                                         |
| Katja Riemann      | Karin, maminka ze současnosti                                  |
| Herbert Knaup      | Paul, tatínek ze současnosti                                   |
| Teresa Viesmaier   | Maria, dcera Leitnerbauerových, která se líbí Konradovi        |
| Doris Plörer       | barvířka, barvířova žena a matka Susanne                       |
| Paula Riemann      | Lisa, dcera ze současnosti                                     |
| Frederick Lau      | Marc, syn ze současnosti                                       |
| Ulrike Beimpold    | Leitnerbauerová, selka v Millsdorfu, matka Marie               |
| Reinhard Forcher   | Leitnerbauer, sedlák v Millsdorfu, otec Marie                  |
| Lukas Nathrath     | Flori, Andreasův syn                                           |
| Carmen Gratl       | Andreasova žena                                                |